# Église protestante de Mundolsheim
L'église protestante de Mundolsheim est un monument historique situé à Mundolsheim, dans le département français du Bas-Rhin.

## Localisation
Ce bâtiment est situé petite rue de l'Église à Mundolsheim.

## Historique
L'édifice fait l'objet d'une inscription au titre des monuments historiques depuis 1929.